# Fazenda Boa Esperança
A Fazenda Boa Esperança é uma propriedade rural brasileira que está localizada no município de Paty do Alferes e a princípio era parte de uma área não cultivada da Fazenda Pau Grande.

## Histórico
Com o crescimento do lucro gerado pelo café no Brasil no século XIX, onde o mesmo foi esteio da economia e o fato dos proprietários residirem na Fazenda Pau Grande, formaram uma estrutura para a cultura do café. Na estrutura havia cozinha, terreiros, moinhos, senzalas e a enfermaria dos escravos (hoje a casa de vivenda).
Em 1850, foi edificada uma sede, porém a mesma foi demolida em 1907. Após a demolição foram construídas as primeiras moradias da Vila Avelar.
Nos dias atuais a Fazenda Boa Esperança se tornou um importante ponto histórico turístico. Com visitas agendadas, a fazenda encanta a todos com a beleza e riqueza em detalhes arquitetônicos, documentos, móveis e outros objetos pertencentes a família. Possui um grande acervo com porcelanas, mobiliário, documentos e objetos pessoais dos familiares do Visconde do Rio Preto.